# Växtfysiologi
Växtfysiologi är läran om växternas fysiologi. I ämnet växtfysiologi ingår både biokemiska, genetiska och ekologiska aspekter av exempelvis fotosyntes, växtnäring och transpiration.